# (19448) Jenniferling
(19448) Jenniferling (1998 FJ122) – planetoida z pasa głównego asteroid okrążająca Słońce w ciągu 3,53 lat w średniej odległości 2,32 j.a. Odkryta 20 marca 1998 roku.